# Wikeno
Wikeno (Wuikinuvx, Oweekeno, Oowekeeno).- Pleme Heiltsuk Indijanaca, porodica Wakashan, s Rivers Inleta u Britanskoj Kolumbiji, Kanada. Prema arheološkim nalazima ovdje bi se mogli nalaziti kojih 9,000 godina. Swanton navodi sela: Niltala, Nuhitsomk, Somhotnechau, Tlaik, Tsiomhau i Wikeno. 
Prema antropologu Boasu njihovi klanovi su bili Koikaktenok, Gyigyilkam, Waokuitem, Wawikem, Guetela i Nalekuitk.
Danas su Wikeno Indijanci naseljeni na 3 reezrvata: Katit 1 (Oweekeno Village), na sjevernoj obali Wannock Rivera između jezera Oweekeno Lake i Rivers Inleta;  Kiltala 2 (Gidala 2), šest milja zapadno od sela Oweekeno; i Cockmi #3, 30 milja jugozapadno od ušća Rivers Inleta. Pleme broji preko preko 400 duša, od toga oko 100 u selu na Wannock Riveru. 
Oweekeeno Nation, kako se službeno vode članovi su plemenskog vijeća Oweekeno Kitasoo Nuxalk Tribal Council.

## Jezik
Wikeno Indijanci govore dijalektom oowekyala.

## Vanjske poveznice
- An Introduction to Oweekeno  Arhivirana inačica izvorne stranice od 14. rujna 2006. (Wayback Machine)
- Oweekeno (Wuikinuvx) Nation  Arhivirana inačica izvorne stranice od 12. veljače 2007. (Wayback Machine)
- Bellabella Indians of Canada
- Oweekeno/Wuikinuxv Nation[neaktivna poveznica]